# Svemir Delić
Svemir Delić (Sinj, 14. rujna 1929. – Split, 3. siječnja 2017.), bio je hrvatski nogometni reprezentativac.

## Klupska karijera
Branič, igrao za klubove: NK Dinamo Zagreb, NK Hajduk Split i NK Zagreb. 
Statistika u Hajduku
| Natjecanje        | Nastupi | Zgoditci |
| ----------------- | ------- | -------- |
| Prvenstvo         | 13      | 0        |
| Kup               | 2       | 0        |
| Superkup          | 0       | 0        |
| Međunarodne       | 0       | 0        |
| Splitski podsavez | 0       | 0        |
| Ukupno            | 15      | 0        |
| Prijateljske      | 49      | 0        |
| Sveukupno         | 64      | 0        |

Prvi nastup za Hajduk imao je 22. ožujka 1953. godine u Splitu protiv FK Veleža (1:0). Igračku karijeru je prekinuo 1959. godine zbog teške ozljede koljena.

## Reprezentativna karijera
Jednom je nastupio i za B reprezentaciju Jugoslavije (1951. protiv Francuske). Nastupio je jedan put i za hrvatsku nogometnu reprezentaciju i to u Zagrebu, protiv Indonezije (5:2), 12. rujna 1956. Bila je to jedina međunarodna utakmica koju je hrvatska reprezentacija odigrala u vrijeme dok je bila sastavni dio Jugoslavije.

## Zanimljivosti
Svemirov brat bio je doajen hrvatskog novinarstva Mladen Delić.

## Smrt
Preminuo je u splitskom Domu umirovljenika na Zenti, 3. siječnja 2017. godine. Posljednji ispraćaj Svemira Delića bio je 10. siječnja 2017. godine u 14:20 sati na zagrebačkom Krematoriju, a urna s njegovim posmrtnim ostacima položena je na zagrebačkom groblju Miroševcu,  12. siječnja 2017. godine.